# Кріс Гатлінг
Кріс Реймонд Гатлінг (англ. Chris Raymond Gatling, нар. 3 вересня 1967, Елізабет, Нью-Джерсі, США) — американський професіональний баскетболіст, що грав на позиції важкого форварда за низку команд НБА. Гравець національної збірної США.

## Ігрова кар'єра
На університетському рівні грав за команду Олд Домініон (1988–1991). Двічі визнавався найкращим баскетболістом року конфереції Sun Belt.
1991 року був обраний у першому раунді драфту НБА під загальним 16-м номером командою «Голден-Стейт Ворріорс». Професійну кар'єру розпочав 1991 року виступами за тих же «Голден-Стейт Ворріорс», захищав кольори команди з Окленда протягом наступних 5 сезонів.
Частину 1996 року виступав у складі «Маямі Гіт».
1996 року перейшов до «Даллас Маверікс», у складі якої провів наступний сезон своєї кар'єри.
Наступною командою в кар'єрі гравця була «Нью-Джерсі Нетс», за яку він відіграв 2 сезони.
Частину 1996 року виступав у складі «Маямі Гіт». Того ж року грав за «Даллас Маверікс», а взимку 1997 перейшов до складу «Нью-Джерсі Нетс».
1999 року перейшов до «Орландо Меджик», у складі якої провів наступний сезон своєї кар'єри.
Наступною командою в кар'єрі гравця була «Денвер Наггетс», за яку він відіграв лише частину сезону 2000 року.
З 2000 по 2001 рік грав у складі «Клівленд Кавальєрс».
2001 року повернувся до «Маямі Гіт», у складі якої провів наступний сезон своєї кар'єри.
Наступною командою в кар'єрі гравця була ЦСКА (Москва) з Росії, за яку він відіграв лише частину сезону 2002 року.
Останньою ж командою в кар'єрі гравця стала «Скаволіні Пезаро» з Італії, до складу якої він приєднався 2003 року і за яку відіграв лише частину сезону.

## Статистика виступів в НБА
| * | Лідер ліги |

### Регулярний сезон
| Сезон              | Команда                 | GP  | GS | MPG  | FG%   | 3P%  | FT%  | RPG | APG | SPG | BPG | PPG  |
| ------------------ | ----------------------- | --- | -- | ---- | ----- | ---- | ---- | --- | --- | --- | --- | ---- |
| 1991–1992          | «Голден-Стейт Ворріорс» | 54  | 1  | 11.3 | .568  | .000 | .661 | 3.4 | .3  | .6  | .7  | 5.7  |
| 1992–1993          | «Голден-Стейт Ворріорс» | 70  | 11 | 17.8 | .539  | .000 | .725 | 4.6 | .6  | .6  | .8  | 9.3  |
| 1993–1994          | «Голден-Стейт Ворріорс» | 82  | 23 | 15.8 | .588  | .000 | .620 | 4.8 | .5  | .5  | .8  | 8.2  |
| 1994–1995          | «Голден-Стейт Ворріорс» | 58  | 22 | 25.3 | .633* | .000 | .592 | 7.6 | .9  | .7  | .9  | 13.7 |
| 1995–1996          | «Голден-Стейт Ворріорс» | 47  | 2  | 18.3 | .555  | .000 | .636 | 5.1 | .6  | .4  | .6  | 9.1  |
| 1995–1996          | «Маямі Гіт»             | 24  | 0  | 23.5 | .598  | .000 | .733 | 7.3 | .7  | .7  | .5  | 15.2 |
| 1996–1997          | «Даллас Маверікс»       | 44  | 1  | 27.1 | .533  | .167 | .706 | 7.9 | .6  | .8  | .7  | 19.1 |
| 1996–1997          | «Нью-Джерсі Нетс»       | 3   | 0  | 30.7 | .419  | .000 | .938 | 7.3 | 1.0 | 1.3 | .0  | 17.0 |
| 1997–1998          | «Нью-Джерсі Нетс»       | 57  | 16 | 23.8 | .455  | .250 | .600 | 5.9 | .9  | .9  | .5  | 11.5 |
| 1998–1999          | «Нью-Джерсі Нетс»       | 18  | 2  | 15.6 | .371  | .000 | .500 | 3.6 | .7  | .4  | .2  | 4.7  |
| 1998–1999          | «Мілвокі Бакс»          | 30  | 1  | 16.5 | .482  | .143 | .362 | 3.8 | .7  | .8  | .2  | 6.3  |
| 1999–2000          | «Орландо Меджик»        | 45  | 0  | 23.1 | .455  | .304 | .698 | 6.6 | .9  | 1.1 | .2  | 13.3 |
| 1999–2000          | «Денвер Наггетс»        | 40  | 0  | 19.3 | .456  | .234 | .742 | 5.1 | .8  | .8  | .3  | 10.4 |
| 2000–2001          | «Клівленд Кавальєрс»    | 74  | 6  | 22.6 | .449  | .304 | .684 | 5.3 | .8  | .7  | .4  | 11.4 |
| 2001–2002          | «Маямі Гіт»             | 54  | 1  | 15.0 | .447  | .125 | .701 | 3.8 | .5  | .3  | .2  | 6.4  |
| Усього за кар'єру  | Усього за кар'єру       | 700 | 86 | 19.7 | .513  | .249 | .660 | 5.3 | .7  | .7  | .5  | 10.3 |
| В іграх усіх зірок | В іграх усіх зірок      | 1   | 0  | 12.0 | .125  | .000 | .000 | 2.0 | .0  | 1.0 | .0  | 2.0  |

### Плей-оф
| Сезон             | Команда                 | GP | GS | MPG  | FG%  | 3P%  | FT%  | RPG | APG | SPG | BPG | PPG  |
| ----------------- | ----------------------- | -- | -- | ---- | ---- | ---- | ---- | --- | --- | --- | --- | ---- |
| 1992              | «Голден-Стейт Ворріорс» | 4  | 0  | 20.3 | .621 | .000 | .636 | 6.3 | .0  | .5  | 2.5 | 12.5 |
| 1994              | «Голден-Стейт Ворріорс» | 3  | 1  | 18.0 | .615 | .000 | .769 | 5.7 | 1.3 | .7  | .3  | 8.7  |
| 1996              | «Маямі Гіт»             | 3  | 0  | 22.7 | .273 | .000 | .500 | 8.0 | 0.3 | .7  | .0  | 6.0  |
| 1998              | «Нью-Джерсі Нетс»       | 3  | 1  | 27.0 | .500 | .000 | .667 | 3.3 | .7  | .7  | .7  | 15.3 |
| 1999              | «Мілвокі Бакс»          | 2  | 0  | 6.0  | .000 | .000 | .000 | 1.5 | .0  | .5  | .0  | .0   |
| Усього за кар'єру | Усього за кар'єру       | 15 | 2  | 19.7 | .490 | .000 | .623 | 5.3 | .5  | .6  | .9  | 9.3  |